# N-叔丁氧羰基乙二胺
N-叔丁氧羰基乙二胺是一种有机化合物，化学式为C7H16N2O2。它可由乙二胺和焦碳酸二叔丁酯在丙三醇中反应制得。它和甲酸乙酯反应，可以得到N-甲酰基-N′-叔丁氧羰基乙二胺。